# اودرگم
شهر اودرگم (به فرانسوی: Auderghem) در شهرستان بروسل در منطقه بروکسل در کشور بلژیک واقع شده‌است.

## نگارخانه

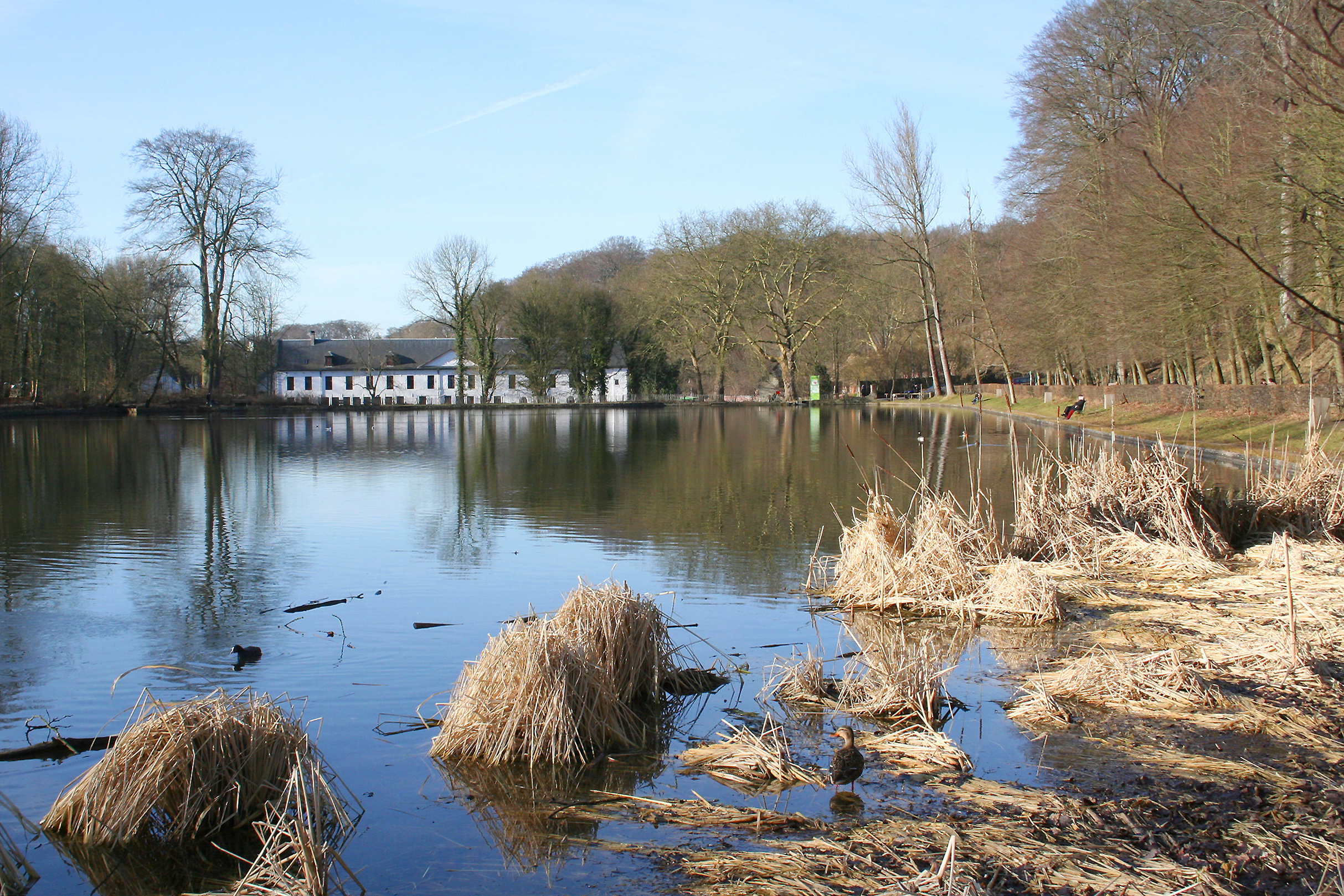
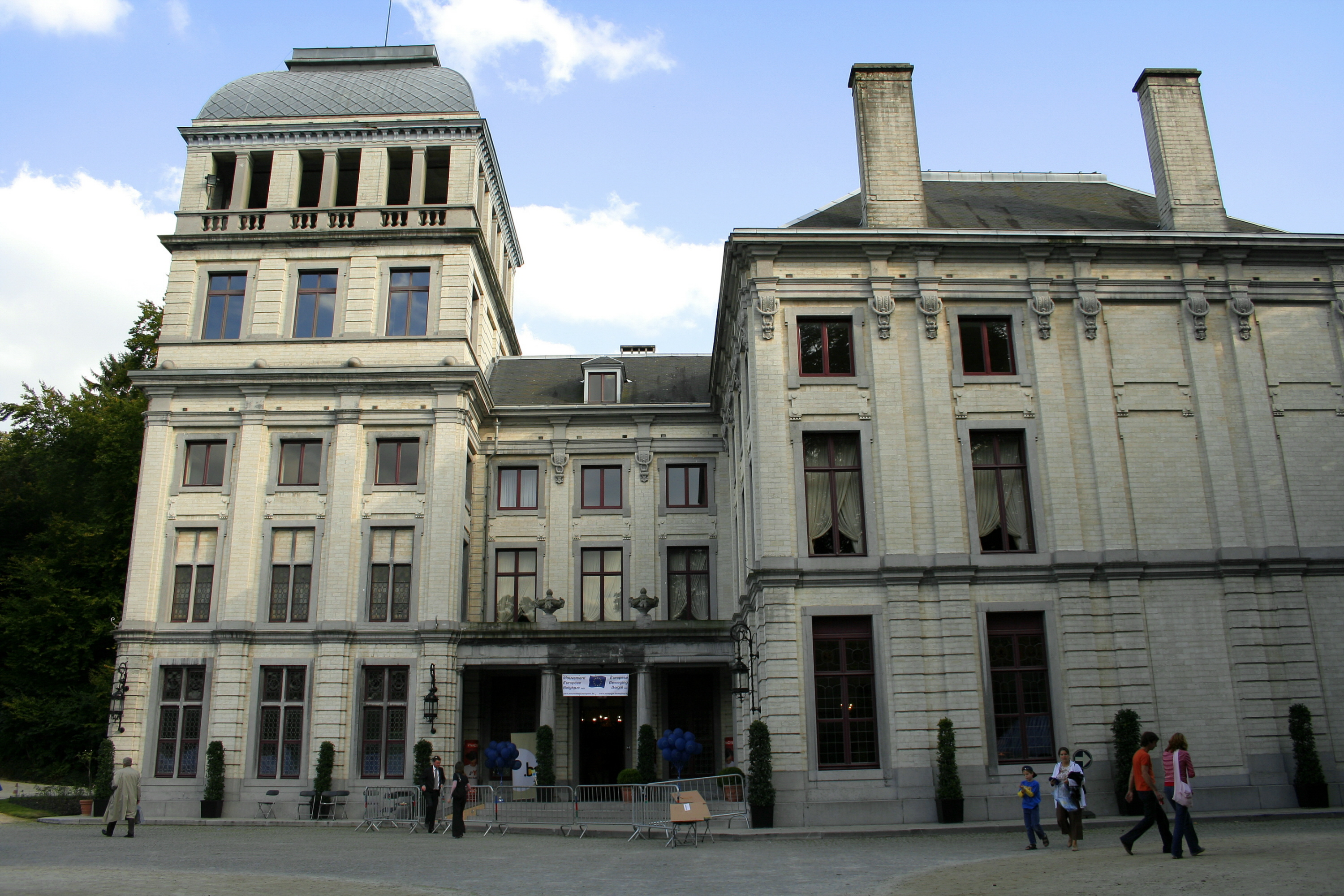
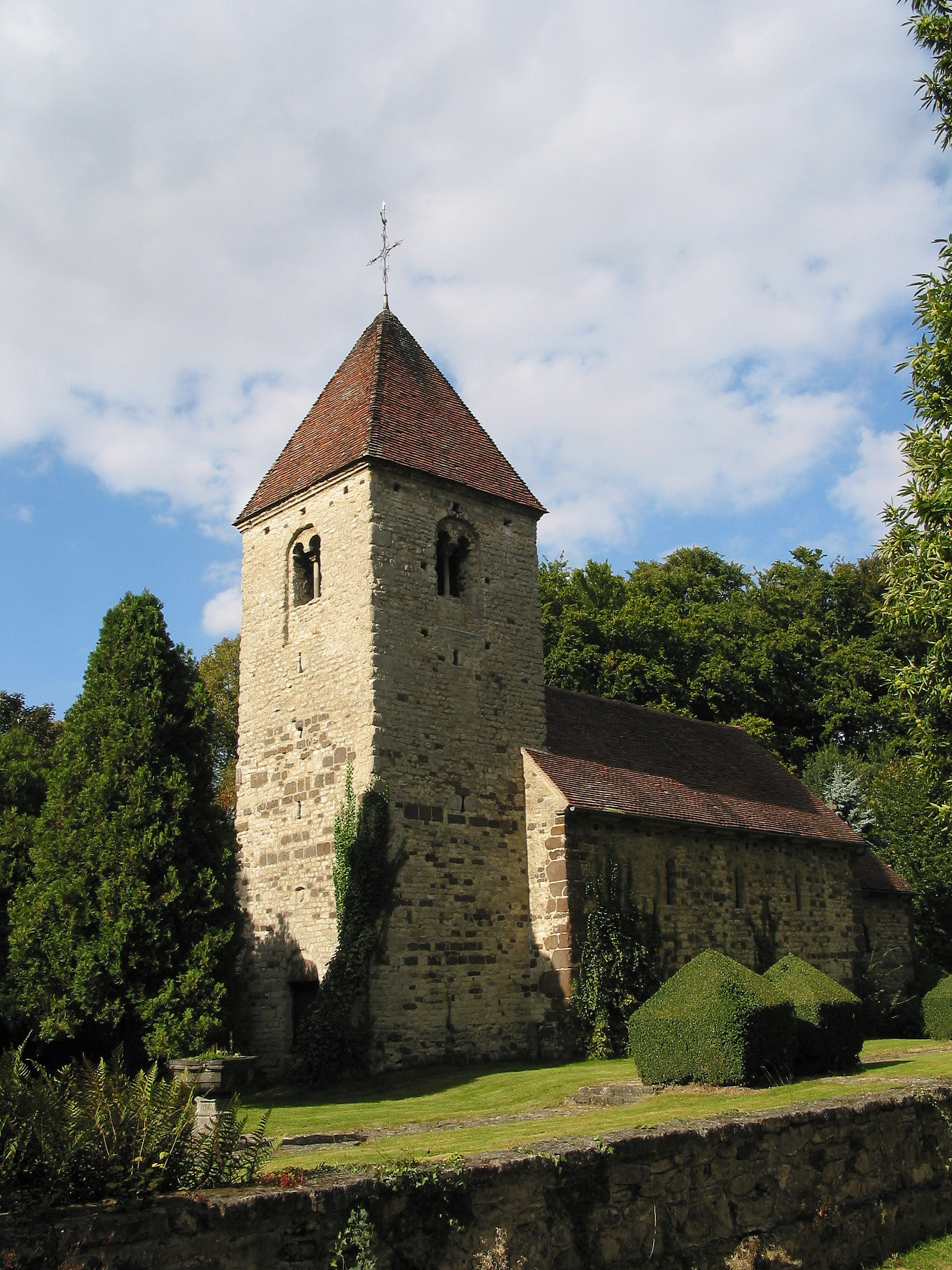